# Аніматизм
Анімати́зм (від лат. animatus — одухотворений) — віра в існування розлитої у світі безособової сили, що впливає на життя людей, одна з архаїчних форм релігії, що є характерною рисою вірувань первісних людей.
Теорію «аніматизму» запропонував англійський антрополог і релігієзнавець Роберт Маретт (1866—1943) в 1900 р. Досліджуючи свідчення місіонерів і етнографів, які вивчали первісні племена Океанії, Маретт прийшов до висновку, що на початковій стадії розвитку релігії головну роль грала віра в «мана» — чудодійну безособову силу, якою в тій чи іншій мірі можуть володіти люди, тварини, предмети та природні явища.
На думку Маретта, релігія первісних людей, зводиться до оволодіня цією силою.
Віра в існування подібної сили спостерігається у багатьох племен і народів:
- «мана» — у меланезійців,
- «оренда» — у ірокезів,
- «маніту» — у алгонкінів,
- «мегбе» — у пігмеїв і т. ін.

Виникнення аніматичних уявлень — це перша спроба цілісного осмислення світу людиною, яка була схильна надавати навколишнім предметам рис свого характеру, переживань і діяльності.
Деякі вчені (Л. Я. Штернберг та ін.) розглядають аніматизм як більш ранню стадію розвитку релігії, ніж анімізм, інші (В. Г. Богораз-Тан та ін.) вважають, що вони співіснували.
Аналогічну теорію, побудовану на тому ж матеріалі, запропонував і французький релігієзнавець Арнольд ван Геннеп, назвавши її «динамізмом» (від грец. δύναμις — сила).
На відміну від анімізму або гілозоїзму, аніматизм не передбачає віри в особисті нематеріальні істоти.